# 鹿蒿
鹿蒿，舊稱鹿篙，是台灣南投縣魚池鄉的一個傳統地域名稱，位於該鄉北部偏東。相較於今日行政區，其範圍大致為新城村東北大半部。

## 歷史
台灣清治末期至日治初期，鹿蒿地區為一街庄，稱為「鹿蒿庄」，隸屬於五城堡。該庄北與挑米坑庄、珠仔山庄為鄰，東與加道坑庄為鄰，南邊為長藔庄、魚池庄，西南邊一小段與新城庄為界，西邊為大雁庄。
1901年（日治明治三十四年）11月，全台廢縣廳改設二十廳，該庄隸屬於南投廳。1903年（明治三十六年）6月，該庄編入「五城區」，隸屬於南投廳。1909年（明治四十二年）10月，合併二十廳為十二廳，五城區仍隸屬於南投廳。1920年（大正九年），全台地方制度大改正，廢十二廳改設五州二廳，該庄改制為「鹿蒿」大字，隸屬於臺中州新高郡魚池庄。
戰後魚池庄改制為魚池鄉，隸屬於臺中縣，大字亦改制為村。1950年10月，中、彰、投分治，魚池鄉改隸屬南投縣。

## 聚落
本地區發展較早的聚落為鹿蒿，在日治期初期的官方地圖上已有記載。此外，本地區尚有嶺腳、鹽菜甕、香茶巷、冷堀仔等聚落。

## 交通
鄉道投65線（香茶巷）是埔里至新城的道路，大致以東北—西南走向由本地區北部邊界中央偏東處入境後蜿蜒而行，經鹽菜甕聚落後轉南南西再轉南，經鄉道投65-2線起點路口後，轉西南再轉西北蜿蜒而行，經香茶巷聚落轉西南，經鹿蒿聚落轉南南西以至於本地區西南部邊界出境。由該道路向東北轉北蜿蜒而行可前往珠子山、生蕃空、埔里市區並止於縣道131號起點路口；向南南西可前往新城並止於省道台21線路口。
鄉道投65-2線（埔尾巷、福興巷）是鹽菜甕至魚池的道路，其北側端點位於本地區中部偏東南的鄉道投65線路口。由此向南蜿蜒而行，出境後可前往魚池聚落東南側並止於縣道131號路口。